# Kashima (thiết giáp hạm Nhật)
Kashima (tiếng Nhật: 鹿島
) là một thiết giáp hạm thuộc lớp Katori thế hệ tiền-dreadnought của Hải quân Đế quốc Nhật Bản, được thiết kế và chế tạo bởi hãng Armstrong Whitworth tại xưởng đóng tàu Elswick, Anh Quốc. Tên của nó được đặt theo ngôi đền Shinto nổi tiếng Kashima Jingu tại tỉnh Ibaraki, phía Tây Bắc Tokyo. Chiếc thiết giáp hạm chị em với nó là chiếc Katori.

## Thiết kế và chế tạo
Các thiết giáp hạm Kashima và Katori được đặt hàng nhằm bù đắp cho việc tổn thất những chiếc Hatsuse và Yashima trong cuộc Chiến tranh Nga-Nhật. Cho dù những chiếc tàu tuần dương bọc thép Nisshin và Kasuga có thể hoạt động thành công trong đội hình hàng thiết giáp hạm trong Trận Tsushima quyết định, Hải quân Nhật cho rằng một hạm đội bao gồm sáu thiết giáp hạm là mức tối thiểu cần thiết để chống lại những mối đe dọa tiềm tàng từ phía Trung Quốc, Nga hay Hoa Kỳ. Cho dù việc chế tạo được thúc đẩy vội vã, Kashima chỉ được giao hàng sau khi cuộc chiến tranh Nga-Nhật đã kết thúc.

## Lịch sử hoạt động
Kashima về đến Yokosuka vào ngày 4 tháng 8 năm 1906 sau chuyến đi thử máy từ cảng Portsmouth, Anh Quốc. Vào ngày 17 tháng 9 năm 1907, Kashima chịu đựng một vụ nổ lớn trong khi đang ở ngoài khơi vùng biển Kure do tai nạn phát nổ một quả đạn pháo tại một khẩu đội pháo 254 mm (10 inch).
Trong chuyến ghé thăm của Hạm đội Great White Hải quân Hoa Kỳ trong chuyến đi vòng quanh thế giới, Kashima tham gia hạm đội Nhật Bản hộ tống trong vùng biển Nhật Bản vào tháng 10 năm 1908.
Mặc dù được xem là đã lạc hậu do sự ra đời của thế hệ các thiết giáp hạm Dreadnaught, Kashima vẫn phục vụ trong hạm đội Nhật hỗ trợ cho việc đổ bộ lên khu vực Viễn Đông nước Nga và tuần tra bờ biển trong sự kiện Nhật Bản Can thiệp Siberi vào những năm 1918-1921.
Từ tháng 3 đến tháng 9 năm 1920, Kashima tháp tùng chiếc tàu chị em với nó Katori trong chuyến đi công du chính thức của Thái tử Hirohito một số nước Châu Âu, chuyến viếng thăm đầu tiên của một Thái tử Nhật Bản ra nước ngoài.
Do những thỏa thuận của Hiệp ước Hải quân Washington vào năm 1922, Kashima được cho ngừng hoạt động vào ngày 23 tháng 9 năm 1923, và được cho tháo dỡ vào năm 1924. Tuy nhiên, một số khẩu hải pháo cỡ lớn của nó đã được giữ lại và tái sử dụng trong việc phòng thủ duyên hải chung quanh vịnh Tokyo.